# Genotoxicitat
La genotoxicitat és l'acció nociva que afecta la integritat d'una cèl·lula de material genètic. Les substàncies genotòxiques són totes les que tenen afinitat per interaccionar amb l'ADN, aquest fet no constitueix necessàriament una prova de perillositat pel que fa a la salut, però són potencialment mutàgenes o carcinògenes, especialment aquelles capaces de causar una mutació genètica i contribuir al desenvolupament de tumors. Dintre dels agents genotòxics s'inclouen certs composts químics i alguns tipus de radiacions. Es pensa que alguns genotòxics com les amines aromàtiques causen mutacions perquè són nucleòfiles i formen enllaços covalents forts amb el DNA el que dona com a resultat la formació d'un adducte amina aromàtica-DNA que no permet una replicació acurada.
El terme genotòxic va començar a ésser emprat de manera generalitzada a partir de la publicació del treball de Lars Ehrenberg i cols., l'any 1973, sobre la relació entre càncer i dany genètic: The relation of cancer induction and genetic damage. In: Evaluation of Genetic Risks of Environmental Chemicals. Royal Swedish Academy of Sciences.
La toxicologia genètica és una especialitat que s'ocupa de la identificació i estudi de l'acció de qualsevol agent físic, químic o biològic que produeix efectes tòxics, genotòxics, sobre el material genètic. L'interès de la toxicologia genètica se centra principalment en aquells agents que produeixen efectes nocius sobre l'ADN a dosis que, en termes de toxicologia clàssica, es consideren no tòxiques o subtòxiques.